# Gambrus tricolor
Gambrus tricolor är en stekelart som först beskrevs av Johann Ludwig Christian Gravenhorst 1829.  Gambrus tricolor ingår i släktet Gambrus och familjen brokparasitsteklar. Arten är reproducerande i Sverige. Inga underarter finns listade i Catalogue of Life.